# Jethro Tull (nhà nông học)
Jethro Tull sinh tháng 3 năm 1672 ở Basildon, Berkshire; mất 21 tháng 2 năm 1741 ở Shalbourne, Berkshire (ngày nay là Wiltshire)) là một người tiên phong nông nghiệp Anh trong thời kỳ Cách mạng công nghiệp và Cách mạng nông nghiệp.

## Tiểu sử
Tull được sinh ra tại Basildon, Berkshire trong gia đình của Dorothy Buckridge và Jethro Tull. Cậu được học tại St John's College, Oxford và Gray's Inn. Chịu ảnh hưởng của thời kỳ Khai sáng ban đầu, ông được xem như một trong những người đề xướng một phương pháp khoa học (và đặc biệt là chủ nghĩa kinh nghiệm) đối với ngành nông nghiệp. Ông đã giúp chuyển đổi các phương cách canh tác bằng cách phát minh hoặc cải tiến một số dụng cụ, trong đó nổi bật nhất là máy gieo hạt do ông sáng chế ra năm 1701 khi đang sinh sống ở Crowmarsh Gifford. Trước khi có máy này, hạt giống được rải lên mặt đất để hạt nảy mầm (hoặc không thể nảy mầm). Máy gieo hạt thì lại tạo ra lỗ có hàng lối, tra hạt giống vào đó và lấp lại ba hàng một lần. Máy này đã giúp tăng tỷ lệ nảy mầm và năng suất (lên đến 8 lần).